# کارن اش
کارن کی. هسیائو اَش (انگلیسی: Karen K. Hsiao Ashe؛ حوالی ۱۹۵۵) عصب‌پژوه بود. وی از سال ۱۹۸۱ میلادی تاکنون مشغول فعالیت بوده است. وی استاد دپارتمان بیماری‌های مغز و اعصاب، علوم اعصاب و عصب‌شناسی در دانشکده پزشکی دانشگاه مینه‌سوتا (UMN) است و در آنجا کرسی استادی ادموند والاس و آن ماری تولاک را در علوم اعصاب و عصب‌شناسی در اختیار دارد. او بنیان‌گذار مرکز تحقیقات و مراقبت‌های حافظه «ن. باد گراسمن» است و علاقه تحقیقاتی خاص او از دست رفتن حافظه ناشی از بیماری آلزایمر و زوال عقل مرتبط است. تحقیقات او شامل توسعه مدل حیوانی برای بیماری آلزایمر بوده است.
در ژوئیه ۲۰۲۲، نگرانی‌هایی مبنی بر دستکاری برخی تصاویر در مقاله‌ای از سال ۲۰۰۶ در ژورنال نیچر که توسط کارن اَش و دانشجوی پسادکتری او سیلوان لن نوشته شده بود، مطرح شد. در مه ۲۰۲۳، روزنامه استار تریبیون گزارش داد که کارن اَش از تکنیک‌های جدیدی برای بازسازی کار منتشرشده در مقاله ۲۰۰۶ استفاده می‌کند، این بار بدون سیلوان لن و او گفته است که «مسئولیت من است که حقیقت آنچه را که منتشر کرده‌ایم، ثابت کنم». مقاله جدید در مارس ۲۰۲۴ منتشر شد. مقاله ۲۰۰۶ در ژوئن ۲۰۲۴ پس گرفته شد؛ تمامی نویسندگان اصلی به جز سیلوان لن با این پس‌گیری موافقت کردند.

## زندگی شخصی و تحصیلات
والدین کارن اَش در سال ۱۹۴۳ از چین به ایالات متحده آمریکا مهاجرت کردند تا دکترا بگیرند و سپس در منطقه سینت پال-مینیاپولیس مستقر شدند. پدرش، سی.سی. هسیائو، در دانشگاه مینه‌سوتا مهندسی هوافضا تدریس می‌کرد و مادرش، جویس بیوشیمی‌دان بود. او سه خواهر و برادر کوچکتر دارد.
کارن اَش در دهه ۱۹۷۰ در مدرسه خصوصی پیش‌دانشگاهی «آکادمی سنت پل و مدرسه سامیت» واقع در سینت پال، مینه‌سوتا تحصیل می‌کرد و علاقه‌اش به مغز از همان دوران ابتدایی شروع شد، جایی که در ریاضیات و موسیقی بسیار موفق بود. او مدرک کارشناسی خود را در سال ۱۹۷۵ از دانشگاه هاروارد در رشته‌های شیمی و فیزیک دریافت کرد  و در سن ۱۷ سالگی به عنوان دانشجوی سال دوم در این دانشگاه پذیرفته شد. (یعنی به‌سبب نبوغش، کلاس‌ها را از سال دوم دانشگاه آغاز کرد) سپس دکتری خود را در علوم مغز و علوم شناختی از مؤسسه فناوری ماساچوست در سال ۱۹۸۱ و مدرک پزشکی خود را از دانشکدهٔ پزشکی دانشگاه هاروارد در سال ۱۹۸۲ دریافت کرد.
همسر کارن اَش «جیمز» متخصص مغز و اعصاب است و با هم، سه فرزند دارند (دو پسر و یک دختر).

## حرفه
بین سال‌های ۱۹۸۶ و ۱۹۸۹، او یک پژوهشگر پسادکترا در دانشگاه کالیفرنیا، سان فرانسیسکو بود و در آنجا در زمینه بیماری‌های پریونی پژوهش می‌کرد و با استنلی پریسینر همکاری داشت. در سال ۱۹۸۹، او نویسنده اول مقاله‌ای بود که در نشریه نیچر منتشر شد و تحت عنوان «ارتباط یک جهش بدمعنی پروتئین پریون با سندرم گرسمن-اشتروسلر-شاینکر» منتشر گردید، که در آن کشف جهش مرتبط با یک بیماری نورودژنراتیو توضیح داده شده بود. او همچنین نویسنده اول مقاله‌ای بود که در سال ۱۹۹۰ در نشریه ساینس منتشر شد و تحت عنوان «دژنراسیون عصبی خودبخودی در موش‌های ترنس‌ژنیک با پروتئین پریون جهش‌یافته» منتشر گردید، که در آن ایجاد یک مدل موش ترنس‌ژنیک برای یک بیماری نورودژنراتیو توضیح داده شده بود. به گفته روزنامهٔ مینیاپولیس استار تیبیون، او کمک کرد تا نظریه استنلی پریسینر مبنی بر اینکه پریون‌ها باعث بیماری‌های نورودژنراتیو می‌شوند، ثابت شود. استنلی پریسینر از کمک‌های او به دریافت جایزه نوبل برای این کار قدردانی کرد و گفت که کارن هسیائو «یک جهش در ژن PRNP کشف کرد که باعث بیماری خانوادگی شد و آن بیماری را در موش‌های ترنس‌ژنیک بازتولید کرد.»
کارن اَش در سال ۱۹۹۲ به عنوان استادیار نورولوژی به دانشکده پزشکی دانشگاه مینه‌سوتا پیوست. او همچنین با «مرکز بهداشت و درمان کهنه‌سربازان مینیاپولیس» همکاری کرده است. او بنیان‌گذار مرکز تحقیقات و مراقبت حافظه «ن. باد گراسمن» بود. از سال ۲۰۲۲، او بیش از ۲۸ میلیون دلار کمک‌هزینه از مؤسسه ملی سلامت ایالات متحده آمریکا دریافت کرده است.
روزنامهٔ مینیاپولیس استار تیبیون کارن اَش را به عنوان «استاد برجسته‌ای توصیف کرد که بسیاری او را در فهرست نهایی نامزدهای دریافت جایزه نوبل برای کارهایش می‌دانند».

## افتخارات و جوایز
کارن اَش در سال ۲۰۰۵ جایزه «بنیاد مت‌لایف برای تحقیق در زمینه بیماری آلزایمر» را دریافت کرد. وی همچنین در سال ۲۰۰۶ جایزه پتامکین را برای پژوهش‌هایش در زمینه آلزایمر کسب کرد که اندکی پس از انتشار مقاله‌اش در نشریه نیچر در سال ۲۰۰۶ بود.
کارن اَش در سال ۲۰۰۹ به‌خاطر دستاوردهایش در حوزه پزشکی به عضویت «آکادمی ملی پزشکی» ایالات متحده آمریکا درآمد.